# Imperial (bil)
Imperial var Chrysler Corporations lyxmärke mellan 1955 och 1975, med en kortvarig återuppståndelse 1981-1983.
Redan när Chrysler-bilen presenterades 1926 fanns namnet Imperial med, då som en modell inom Chrysler-märket. Imperial var redan då den förnämsta Chrysler-modellen. 1955 blev Imperial ett eget märke i Chrysler-koncernen, och var då en mycket dyr bil. Den fanns i huvudsak i fyra modeller: 'Custom, Crown, Le Baron och en specialbyggd niositsig variant som byggdes av Ghia i Italien i mycket begränsat antal, 10 - 20 ex per år. Imperial fanns också som tvådörrars hardtop, fyradörrars hard top, fyradörrars sedan och cabriolet.
Ett litet fåtal Imperial-bilar såldes nya i Sverige. Bilentusiaster har importerat många äldre Imperial-bilar.

## Bildgalleri

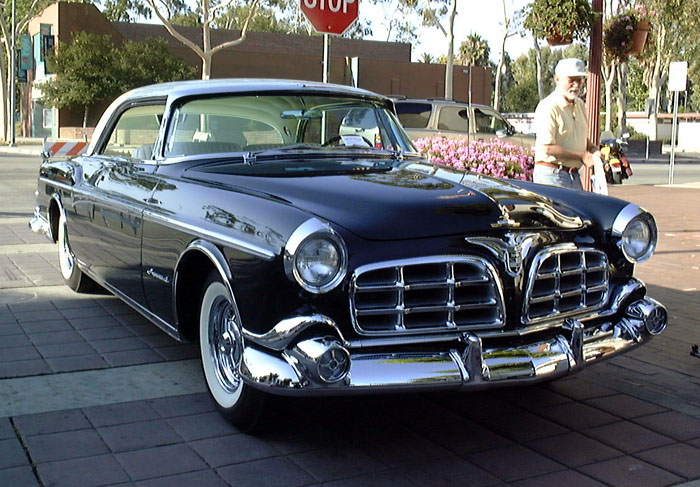
Imperial 1955
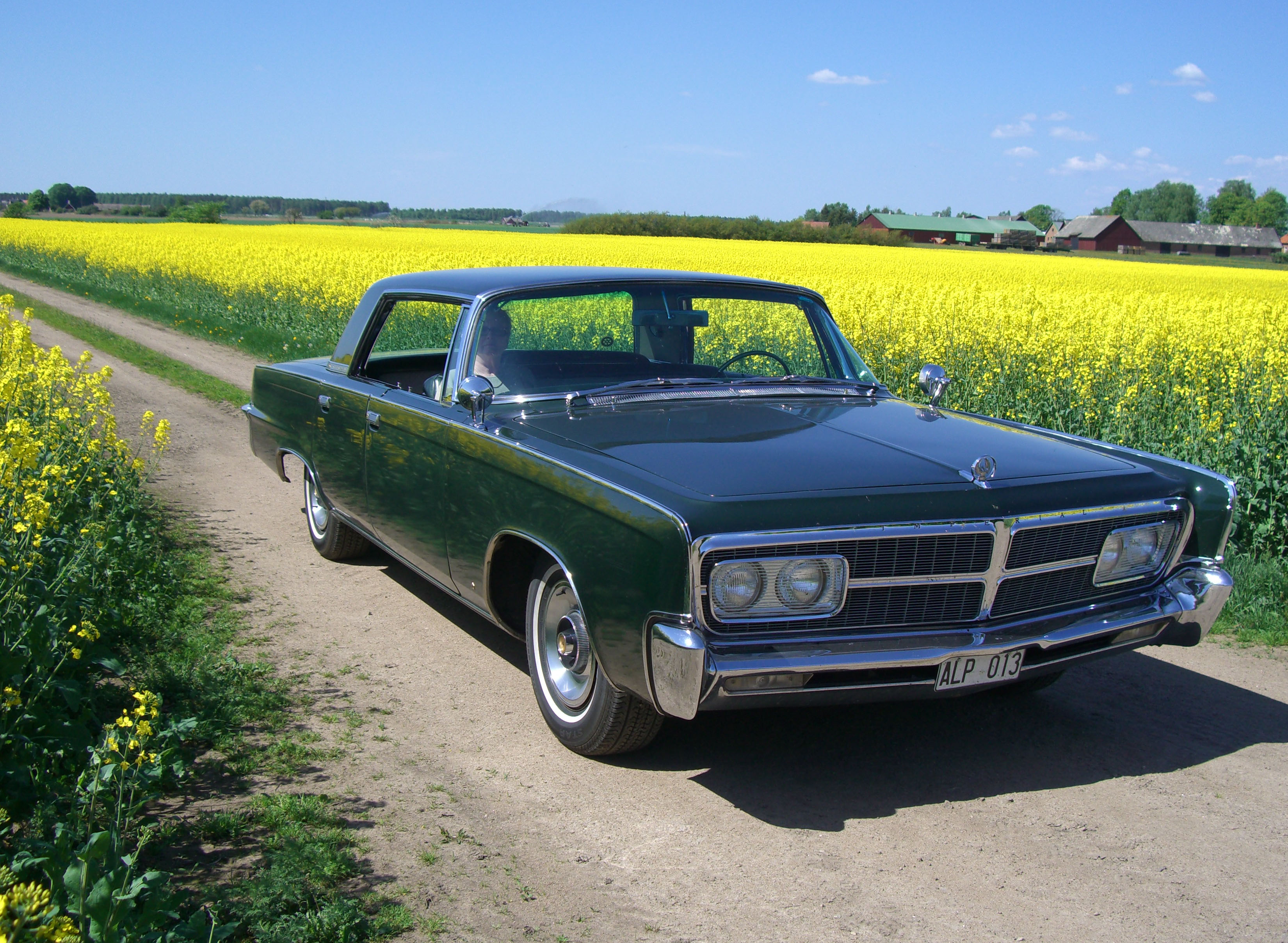
Imperial 1965